# Eugène Fromentin
Eugène Samuel Auguste Fromentin, född 24 oktober 1820 i La Rochelle, död 27 augusti 1876 i Sainte-Maurice, var en fransk författare och konstnär. 
Fromentin åkte som 19-åring till Paris för att utbilda sig till landskapsmålare. Hans litterära karriär började med reseskildringar från Nordafrika, Un été dans le Sahara, 1857.

## Målningar

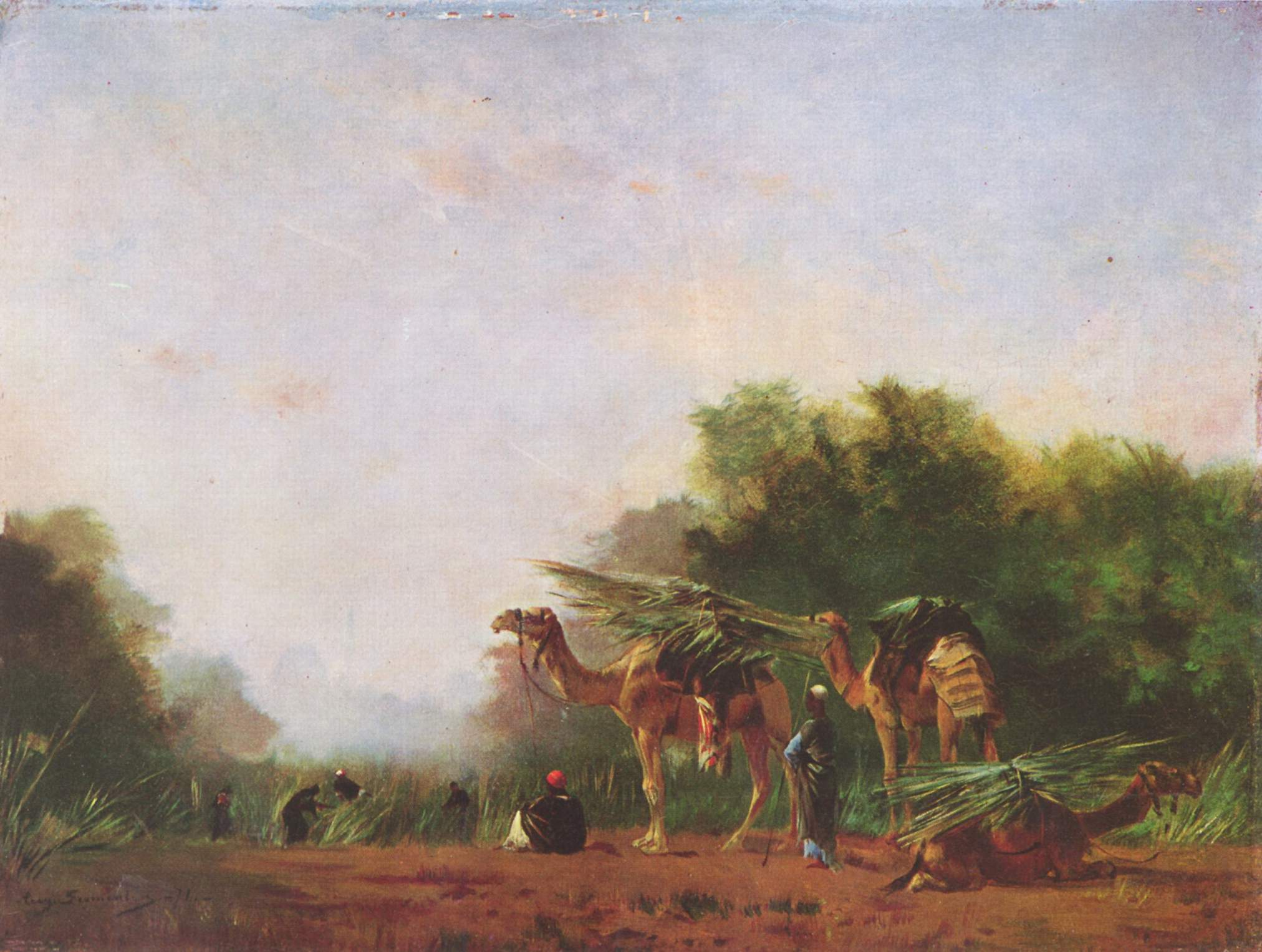
Arabes, 1871
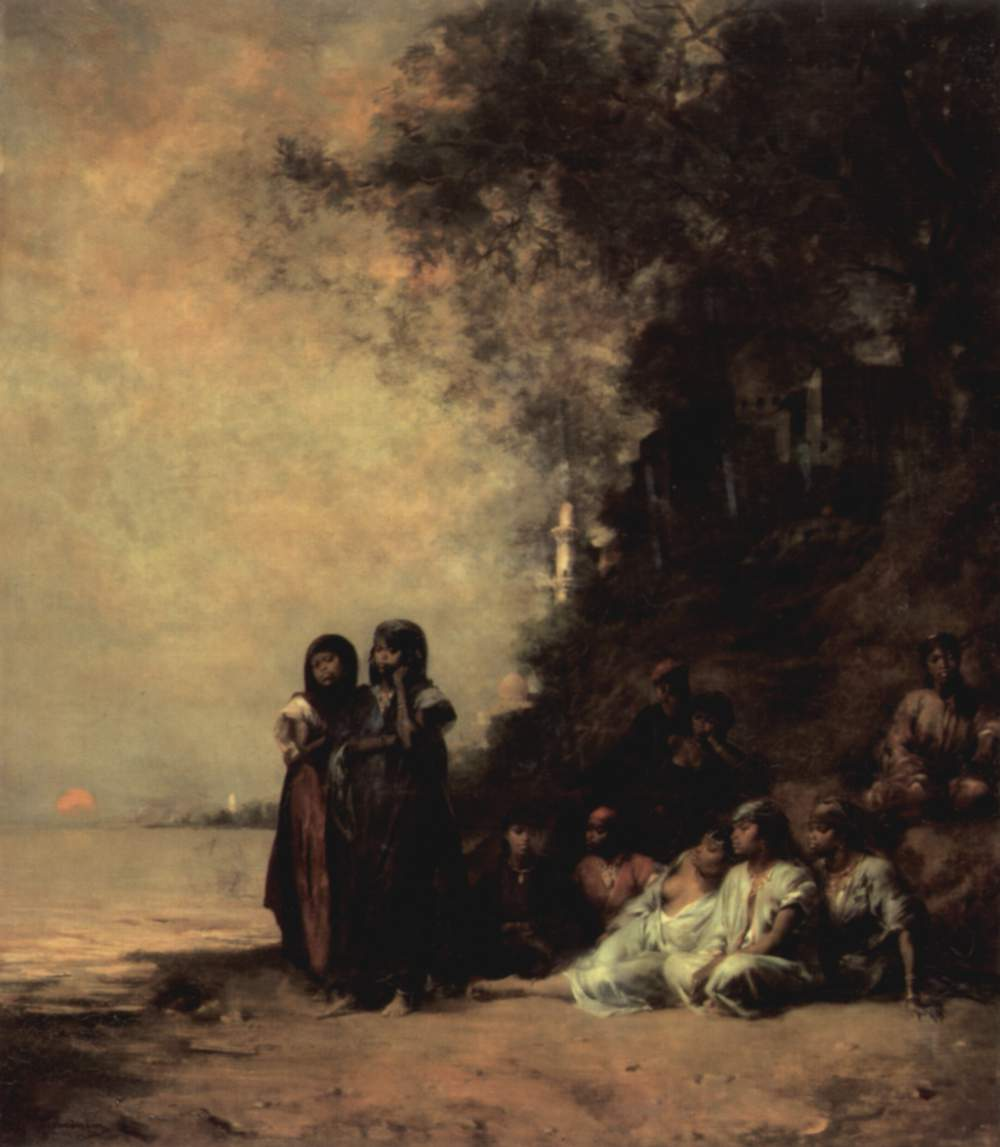
Un souvenir d'Esneh, 1876